# Бюльбюль гачкодзьобий
Бюльбю́ль гачкодзьо́бий (Setornis criniger) — вид горобцеподібних птахів родини бюльбюлевих (Pycnonotidae). Мешкає на Суматрі і Калімантані. Єдиний представник монотипового роду Гачкодзьобий бюльбюль (Setornis).

## Опис
Довжина птаха становить 19—20 см. Верхня частина тіла коричнева, над очима білі «брови», обличчя чорне, щоки сірі. Нижня частина тіла світла, білувато-охриста, боки світліші. Хвіст бурий, стернові пера на кінці білі. Дзьоб міцний, гачкуватий.

## Поширення і екологія
Гачкодзьобі бюльбюлі живуть на болотах, в рівнинних тропічних лісах і на покинутих каучукових плантаціях, на висоті до 1000 м над рівнем моря. Це досить поширений птах на Калімантані (на півночі острова трапляється рідше) і рідкісний птах на Суматрі.

## Збереження
МСОП класифікує цей вид як вразливий. За оцінками дослідників, популяція гачкодзьобих бюльбюлів становить від 15 до 30 тисяч птахів. Їм загрожує знищення природного середовища.